# Fairchild Republic A-10 Thunderbolt II
Фэйрчайлд Рипаблик A-10 «Тандерболт» II («Удар молнии II») (англ. Fairchild-Republic A-10 Thunderbolt II, прозвище — Warthog, с англ. «Бородавочник») — американский одноместный двухдвигательный штурмовик, предназначенный для оказания непосредственной поддержки сухопутных войск, поражения танков, бронемашин и других наземных целей. Самолёт принят на вооружение в 1976 году и по настоящее время является единственным самолётом ВВС США, предназначенным и используемым исключительно для решения задачи непосредственной поддержки сухопутных войск.
Назван в честь истребителя-бомбардировщика Второй мировой войны P-47 «Тандерболт».
Комплекс вооружения А-10 позволяет ему поражать танки и другую бронетехнику.

## История создания
Интерес к самолёту-штурмовику проявляла в первую очередь Армия США, однако инициатива была перехвачена ВВС США, которые крайне негативно относились к возможности появления у Армии своей собственной авиации. В 1966 году ВВС начали исследования требований к такому самолёту в рамках программы A-X (Attack eXperimental — ударный экспериментальный). 6 марта 1967 года в 21 авиастроительную фирму были отправлены условия конкурса на проектирование относительно недорогого бронированного штурмовика, который должен был иметь скорость не менее 650 км/ч, высокую манёвренность на малой высоте, возможность базирования на грунтовых аэродромах, мощное пушечное вооружение и большое число узлов внешней подвески.

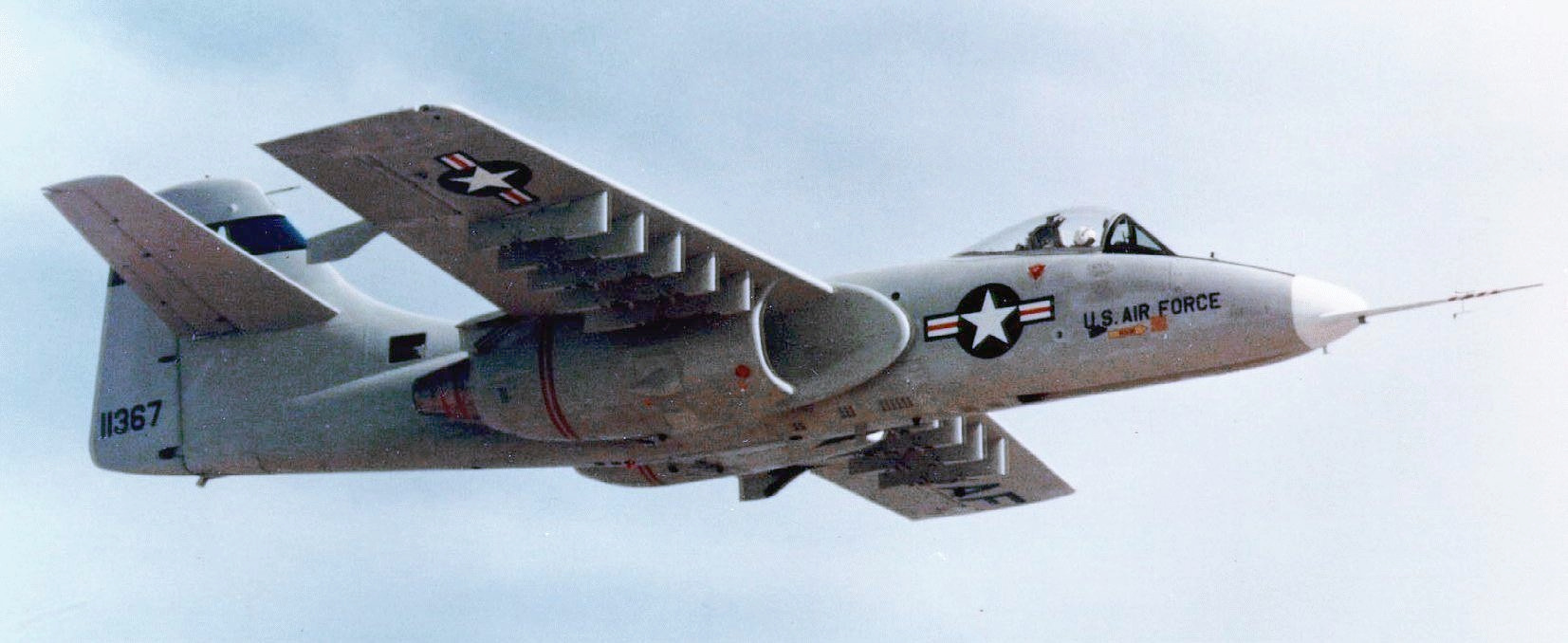
Конкурирующий прототип Northrop YA-9.

В мае 1970 года для участия в финале конкурса были выбраны проекты компаний Northrop и Fairchild Republic. Для постройки опытного образца Нортроп YA-9A было выделено 28,9 млн долларов, для Фэйрчайлд-Рипаблик YA-10A — 41,2 млн. Первым в воздух поднялся YA-10A (10 мая 1972 года), опередив своего конкурента на двадцать дней. Для проведения сравнительных испытаний на авиабазе Эдвардс было сформировано подразделение JTF (Joint Test Force), состоявшее из лётчиков, имевших большой боевой опыт. Сравнительные испытания начались 24 октября 1972 года. На авиабазе Райт-Паттерсон проводилась оценка боевой живучести самолётов с применением оружия советского производства, в частности ЗУ-23-4 «Шилка». Кроме того, оба прототипа сравнивались с состоявшим на вооружении ВВС штурмовиком A-7D. В целом YA-9A и YA-10A оказались достойными соперниками, не имея друг перед другом решающих преимуществ. Самолёт Нортроп имел немного более высокую манёвренность и разгонные характеристики, самолёт Фэйрчайлд-Рипаблик был более экономичным и простым в обслуживании. Наконец, в январе 1973 года было объявлено о победе в конкурсе YA-10A. Фирма Фэйрчайлд-Рипаблик получила первый контракт (159 млн долларов) на производство 10 предсерийных самолётов.
Первый предсерийный YA-10A поднялся в воздух 15 февраля 1975 года. В сентябре на него впервые было установлено штатное оружие — авиапушка GAU-8 «Эвенджер» (до этого самолёты летали с пушкой M61). 30-мм авиапушка GAU-8 была создана специально для A-10 и является одной из мощнейших артиллерийских систем, когда-либо устанавливавшихся на американских самолётах. Пушка установлена по центру фюзеляжа (и заняла половину его), поэтому носовую стойку шасси пришлось установить не по осевой линии, а чуть сбоку, справа.
Эффективность огня GAU-8А испытывали на американских танках M48 и советских Т-62, полученных из Израиля; выяснилось, что она способна эффективно поражать Т-62 (вызывать пожар и детонацию боекомплекта) при стрельбе на дистанциях до 1200 м. В октябре 1975 года взлетел первый серийный A-10A, получивший официальное название «Тандерболт» II в честь известного истребителя-бомбардировщика Второй мировой войны P-47 «Тандерболт». С марта 1976 года самолёты начали поступать в подразделения авиабазы Девис-Монтен, штат Аризона. Первая эскадрилья A-10 достигла боеготовности в октябре 1977 года.
Серийное производство A-10 было завершено в 1984 году после постройки 715 самолётов. Стоимость одного самолёта — 4,1 млн долларов в ценах 1977 года, или 16,25 млн долларов в ценах 2016 года.
Всего изготовлено 715 самолётов: два прототипа, 6 предсерийных YA-10A и 707 серийных A-10 (по другим данным изготовлено 708 серийных самолётов).

## Конструкция

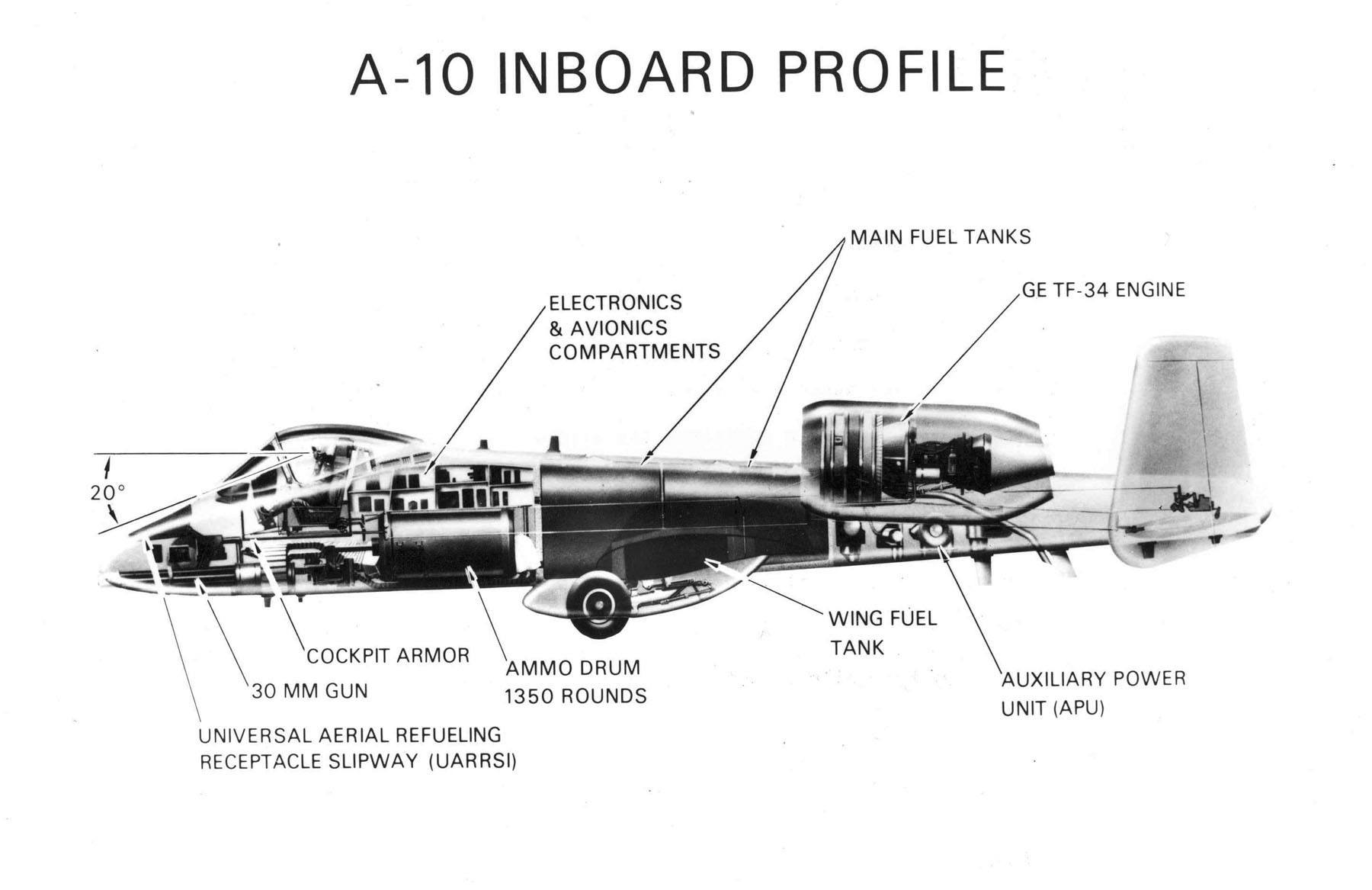
Принципиальная компоновка самолёта A-10, вид сбоку. Двигатели экранируются с передней и задней полусферы консолями крыла и хвостовым оперением.

При разработке самолёта наряду с высокой технологичностью, ремонтопригодностью и заданными ЛТХ должна быть обеспечена повышенная живучесть самолёта за счёт живучести конструкции, использования протектированных топливных баков, резервирования систем управления самолётом и двигателями, бронирования кабины лётчика, частично двигателей и отдельных элементов системы управления.
В ТТТ на самолёт указано, что конструкция и все системы должны выдерживать одиночные попадания снарядов калибра 23 мм (ОФЗ и БЗТ)/ ЗУ-23-4, а отдельные системы должны быть неуязвимы для осколочных (ОТ) снарядов калибра 57 мм/ ЗСУ-57-2.
При выборе конфигурации самолёта два широко разнесённых двигателя установили высоко по обеим сторонам хвостовой части фюзеляжа A-10, где они экранируются конструкцией от наземного огня с большинства ракурсов, с передней полусферы и задней полусферы консолями крыла, либо хвостовым оперением.
Конструкция самолёта отличается высокой живучестью. Фюзеляж — полумонокок, содержит четыре неразрезных силовых лонжерона постоянного сечения и большое количество одинаковых шпангоутов. Основным конструкционным материалом являются сплавы алюминия 2024 и 7075 с повышенным сопротивлением распространению трещин. Конструкция рассчитана на предельную перегрузку 7,33. Коэффициент разрушающей перегрузки равен 11. Фюзеляж не разрушается при повреждении двух диаметрально противоположных лонжеронов и двух прилегающих к ним панелей обшивки.
Низкорасположенное трёхлонжеронное крыло состоит из трёх секций. В центральной секции размещены топливные баки. В конструкции носка и задней части крыла использованы сотовые заполнители. Хвостовое оперение самолёта двухкилевое. Выбор схемы с двумя килями и рулями направления осуществлён по результатам исследований боевой живучести системы управления, показавших, что такая схема допускает повреждение с одной стороны фюзеляжа без значительного ущерба для аппарата, практически без потери управления. Горизонтальный стабилизатор, прямоугольной формы в плане, — трёхлонжеронный, сохраняет свою несущую способность при разрушении одного из лонжеронов. Прочная конструкция и резервирование всех систем обеспечивают возможность продолжения полёта при наличии большого количества боевых повреждений, включая выход из строя одного двигателя и полное разрушение консоли стабилизатора.
Основными мерами, обеспечивающими живучесть самолёта, являются бронирование кабины лётчика и некоторых агрегатов, ответственных за сохранение боевой эффективности машины, резервирование элементов конструкции и оборудования, разнесение двигателей, каналов проводки управления. Особенностью самолёта является наличие бронекабины, наиболее защищённой из всех зарубежных ЛА. Кабина выполнена из катаной титановой брони толщиной от 13 до 38 мм. Бронекабина собирается из отдельных деталей на болтах. На внутренних поверхностях бронекабины установлен противоосколочный подбой из многослойной нейлоновой ткани.

## Эксплуатация

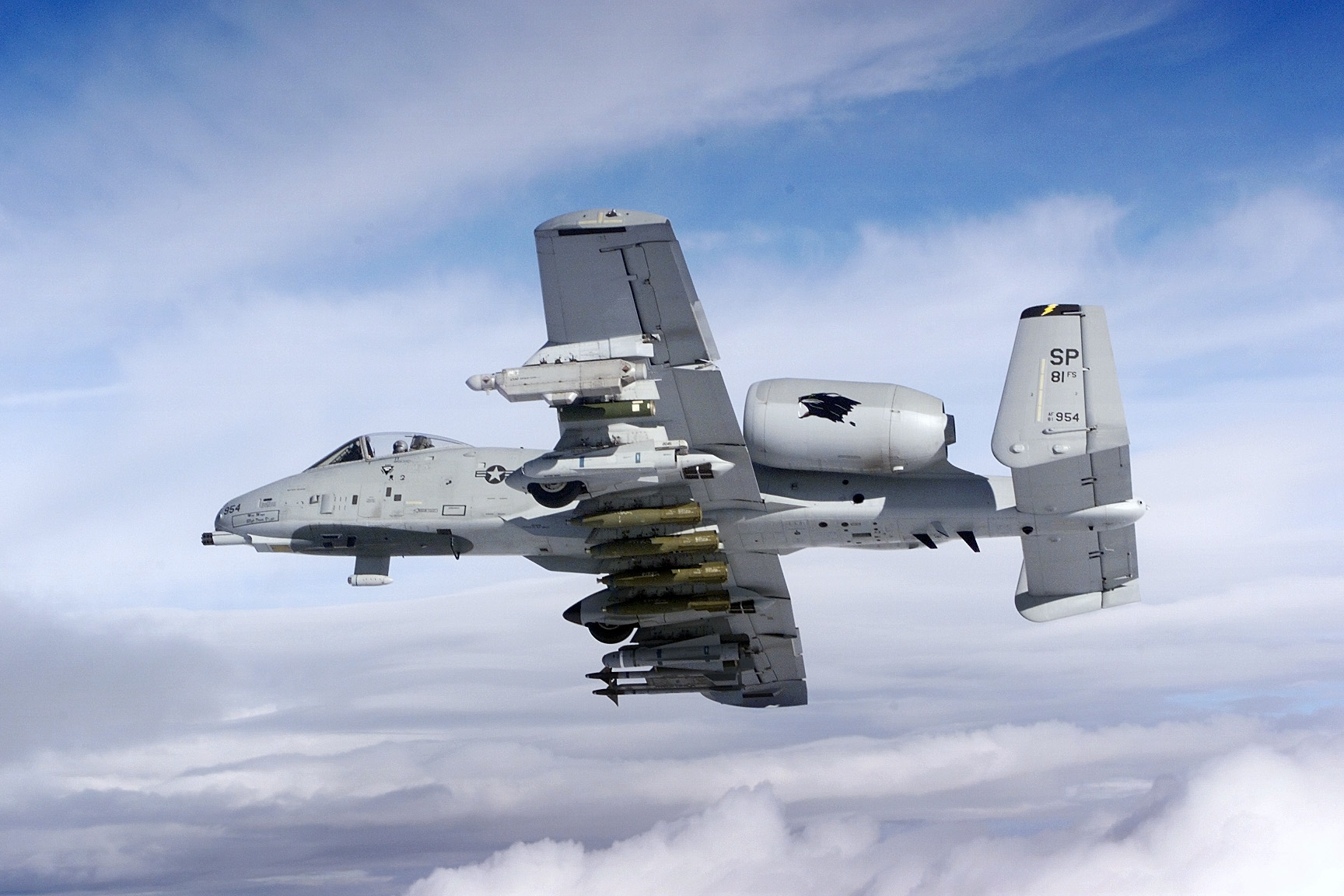
A-10 в полёте.

После поступления A-10 на вооружение ВВС США к нему долгое время относились как к «гадкому утёнку», что было обусловлено не только ограниченностью его применения, но и внешним видом, за который A-10 получил прозвище «Уортхог» (Warthog) — бородавочник. Самолёт подвергался критике, и ВВС даже подумывали о том, как от него можно избавиться, предполагая использовать в роли штурмовика F-16 (точнее, его модификацию A-16). В 1990 году Конгресс США принял решение о начале передачи «Тандерболтов» в состав Армии, однако в ноябре того же года было решено оставить в ВВС два авиакрыла A-10. Неожиданно успешное применение A-10 в ходе войны в Персидском заливе поставило точку в спорах о судьбе самолёта и доказало его необходимость.
В 1994 году штурмовики A-10 состояли на вооружении четырёх тактических истребительных авиакрыльев ВВС США (20-го, 23-го, 57-го, 355-го), а также подразделений резерва (442-го и 917-го тактических истребительных авиакрыльев и 930-й истребительной авиагруппы). В ВВС Национальной гвардии они имелись в пяти авиагруппах (103-я, Коннектикут; 104-я, Массачусетс; 110-я, Мичиган; 111-я, Пенсильвания; 175-я, Мэриленд). За рубежом они базировались в Великобритании и Южной Корее. Число состоящих на вооружении «Тандерболтов» постепенно снижается. На 2007 год эксплуатировалось 356 самолётов этого типа, в том числе 203 в регулярных подразделениях ВВС, 51 в резервных подразделениях, 102 в ВВС Национальной гвардии. Тем не менее, ВВС США планируют сохранять A-10 на вооружении как минимум до 2028 года.
A-10 не поставлялся на экспорт. В разное время им интересовались Австралия, Великобритания, Бельгия, ФРГ, Южная Корея, Япония, однако военные бюджеты этих стран не позволяли закупать узкоспециализированный тяжёлый штурмовик, в результате чего предпочтение во всех случаях отдавалось многоцелевым истребителям-бомбардировщикам. В 1993—1994 годах предполагалось поставить 50 «Тандерболтов» Турции, но это решение было отменено.
Один полётный час «Тандерболта» обходится американскому бюджету в 17 564 доллара.
В 2012—2013 годах в Афганистане участвовали самолёты новой модификации A-10CS.
355-й авиаполк (ACC). Самолёты оборудованы нашлемной системой Helmet Mounted Cueing System (HMCS), обновлённым программным обеспечением, продвинутой системой распознавания «свой-чужой» наземных целей и другими улучшениями.
В сентябре 2015 года было принято решение о размещении штурмовиков в Эстонии на авиабазе Эмари.

## Боевое применение
Вторжение США на Гренаду

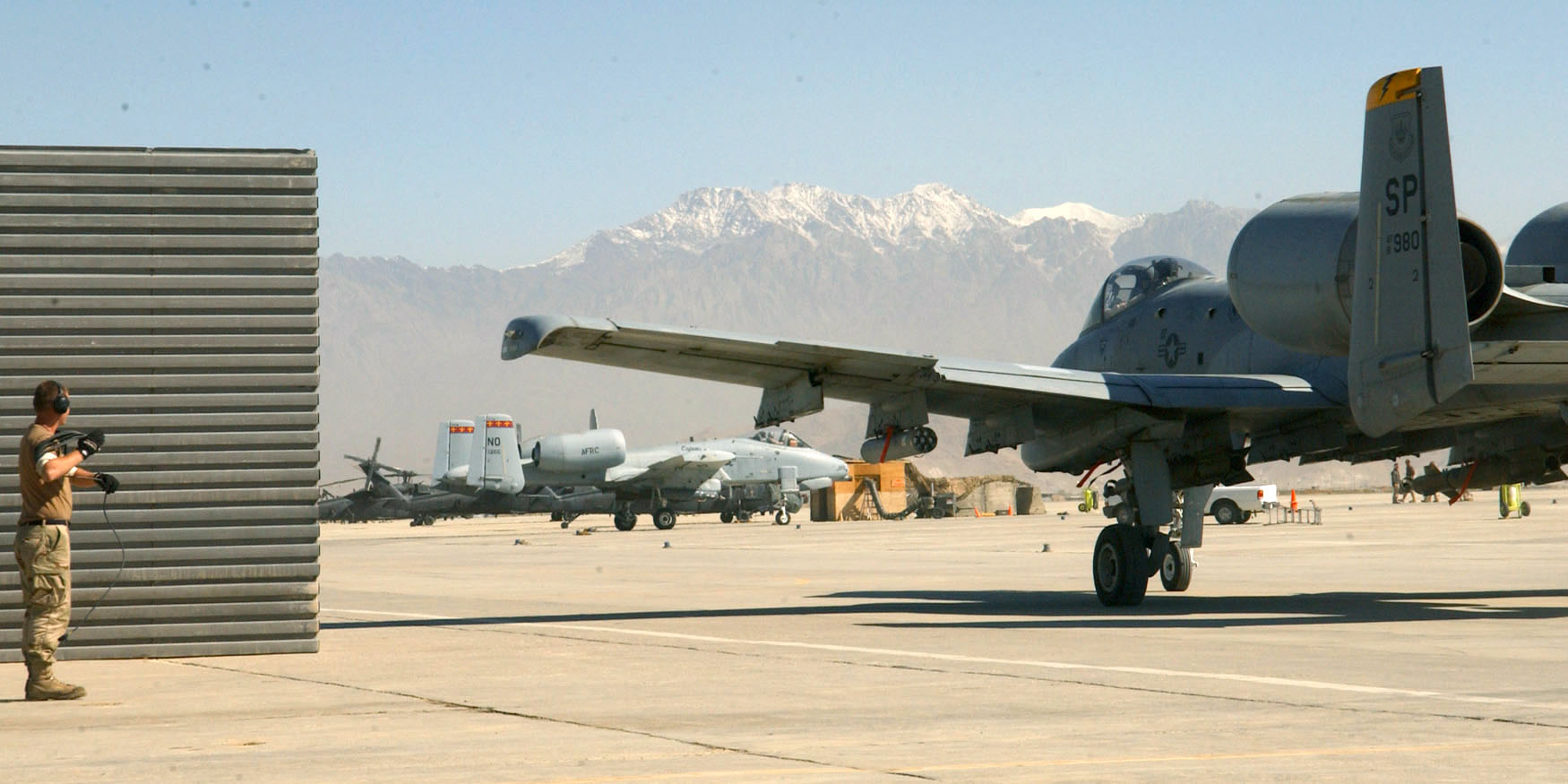
A-10 на авиабазе Баграм, Афганистан.

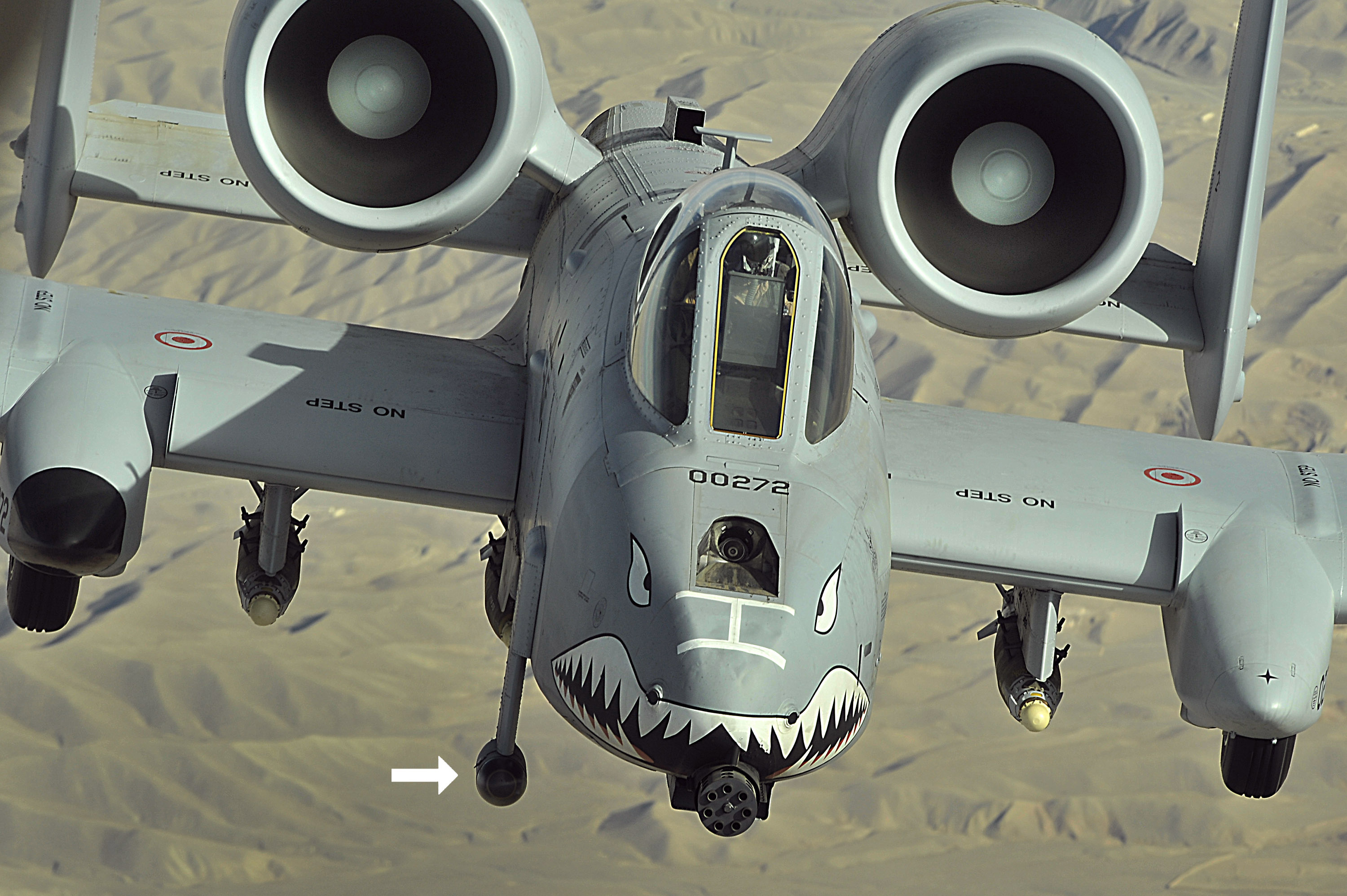
A-10 Thunderbolt II в операции непосредственной авиационной поддержки, Афганистан, 2008 год. Лазерный датчик Pave Penny (по стрелке). Двухкилевое оперение экранирует тепловое и акустическое излучение двигателей (реактивных струй), расположенных в хвостовой части над фюзеляжем.

Впервые использовался как самолёт поддержки во время войны в Гренаде, но непосредственного участия в боевых действиях не принимал.
Война в Персидском Заливе
Первое боевое применение штурмовика A-10 произошло во время войны в Персидском заливе 1991 года. Всего в операции было задействовано 144 самолёта этого типа, выполнивших примерно 8100 боевых вылетов при потере 7 машин сбитыми и около 15—17 серьёзно повреждёнными.
К удивлению многих наблюдателей, неказистый дозвуковой штурмовик стал одним из «героев» войны наряду с истребителем F-15 и ударным самолётом-«невидимкой» F-117. По заявлениям американских пилотов, «Тандерболты» вывели из строя более 1000 (или 500) иракских танков, 2000 других единиц военной техники и 1200 (или 600) стволов артиллерии.
Уровень боеготовности A-10 составлял 95,7 %, что также являлось рекордом для тактических самолётов ВВС США в ходе операции. В одном вылете пара «Тандерболтов» уничтожила 23 иракских танка и повредила 10; во время охоты за пусковыми установками оперативно-тактических ракет «Скад» пилоты A-10 заявили, что за одну ночь уничтожили 6 стационарных, 3 временные и 3 мобильные пусковые установки; как показало послевоенное исследование, ни одной ракетной установки не было уничтожено.
Пушка GAU-8 без проблем уничтожала иракские танки Т-72М. По всей видимости одним из самых успешных A-10A стал штурмовик с бортовой надписью «Alligator» (с/н 78-0582), на его счёт отводится 18 уничтоженных танков, 10 бронемашин и 20 грузовиков.
За время боевых действий штурмовиками было сбито два иракских вертолёта (Ми-8 и предположительно MBB Bo 105). 26 февраля 1991 американские A-10 случайно расстреляли колонну британской бронетехники, в результате атаки на дружественные войска было уничтожено 2 БМП Warrior, 9 британцев было убито и ещё 11 получили ранения.
В операции «Буря в пустыне» впервые была продемонстрирована высокая живучесть A-10. Один из «Тандерболтов» получил тяжёлое повреждение крыла; по словам наземного техника, «Ни один другой самолёт не вернулся бы на базу [с таким повреждением]». Единственным слабым местом A-10 оказалась его «склонность» к инцидентам «дружественного огня», отмечавшаяся и позднее в других военных конфликтах; это вызвано спецификой боевой работы самолёта-штурмовика, чаще всего действующего вблизи своих войск. В конце января, во время сражения за Рас-эль-Хафджи, A-10 уничтожил ракетой «Мэйверик» бронетранспортёр LAV-25 морской пехоты США, при этом погибло 7 американцев. Месяц спустя A-10 атаковал британские боевые машины пехоты, что привело к ранению 5 и гибели 1 британца.
Операция НАТО против Сербии

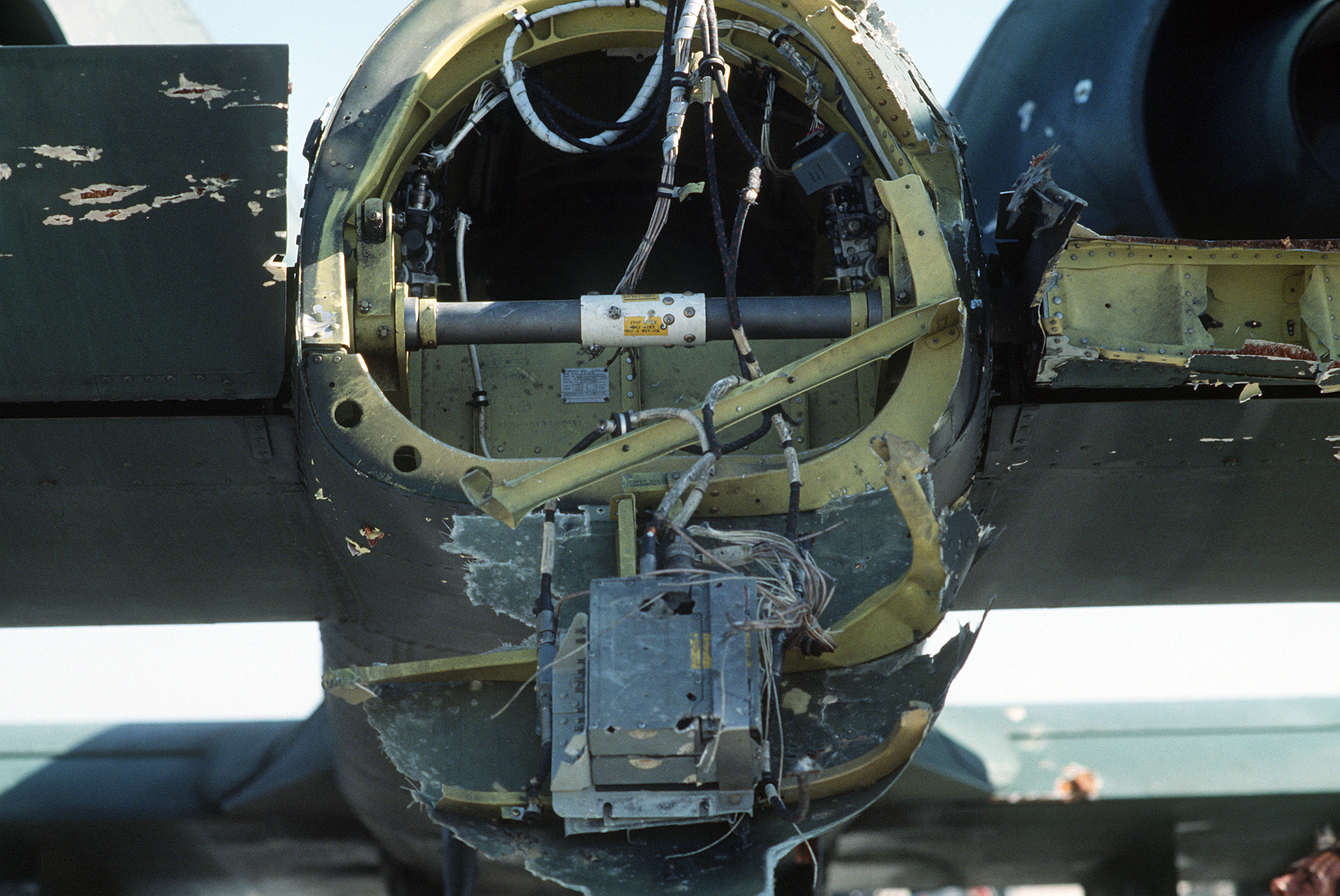
Сильные разрушения хвостовой части A-10A в результате неконтактного подрыва боевой части ракеты ПЗРК «Игла-1». Повреждения рулей стабилизатора, правый руль разрушен. Следы осколочных поражений на гондоле правого двигателя и правой консоли крыла. Самолёт был восстановлен. «Война в заливе», 1991.

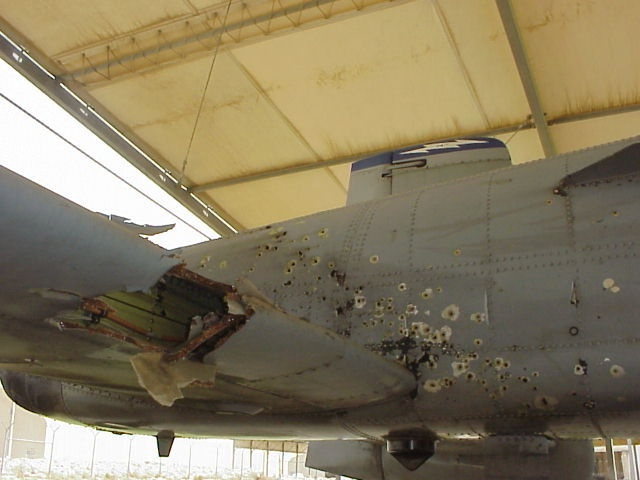
Множественные повреждения самолёта, пилотируемого капитаном Кэмпбелл, Ким (пилот) над Багдадом (апрель 2003 года), в результате обстрела иракской зенитной артиллерией. Выведены из строя: один двигатель, обе гидросистемы самолёта (основная и резервная). В награду за участие в боевых действиях и экстраординарное возвращение самолёта на базу капитан Кэмпбелл получила Крест лётных заслуг.

С авиабаз на территории Италии «Тандерболты» принимали участие в военной операции НАТО против Союзной Республики Югославии 1999 года. Последствия применения A-10 на Балканах дали о себе знать в начале 2001 года, когда разгорелся скандал вокруг снарядов с урановым сердечником, используемых авиапушкой GAU-8. Как выяснилось, над Косово «Тандерболты» выпустили более 30 тысяч этих снарядов, и высказывались предположения, что эти снаряды могут представлять угрозу для здоровья размещённых в Косово миротворцев стран НАТО и местного населения.
Война в Афганистане
С 2001 года A-10 принимали участие в операции международной коалиции в Афганистане. Некоторое время они базировались на аэродроме Баграм под Кабулом. Здесь А-10 успешно применялся для уничтожения талибов.
Вторжение в Ирак
В операции «Свобода Ираку» в марте—апреле 2003 года принимали участие в общей сложности 60 штурмовиков A-10. Один самолёт был сбит 7 апреля в районе Багдадского международного аэропорта. Другой «Тандерболт» получил тяжёлые повреждения (повреждён один двигатель, отказ гидравлической системы, сотни пробоин в крыле, оперении и фюзеляже самолёта), однако пилот капитан Ким Кэмпбелл сумела успешно посадить самолёт на авиабазе. После завершения основной фазы боевых действий и с началом партизанской войны A-10 продолжали применяться в Ираке.
В первые дни вторжения коалиционных войск в Ирак A-10 оказались причастны, по крайней мере, к двум случаям «дружественного огня». В первом из них «Тандерболты» из-за ошибки авианаводчика морской пехоты атаковали подразделение морских пехотинцев во время сражения за Насирию, что привело к гибели по крайней мере одного американца. В действительности число погибших могло быть больше, поскольку всего в ходе сражения погибло 18 морских пехотинцев, и лишь для 8 из них (по состоянию на 2004 год) причиной смерти был однозначно назван огонь противника.
Другой инцидент получил гораздо большую известность: 28 марта пара A-10 атаковала и вывела из строя четыре боевые машины британских войск, при этом погиб 1 британский военнослужащий. В 2007 году видеозапись этой атаки неизвестным образом попала в распоряжение британской газеты «The Sun», причём было названо имя одного из пилотов, участвовавших в инциденте.
Случайными жертвами «Тандерболтов» становились и мирные жители: так, в 2003 году A-10 нанёс удар по дому предполагаемого террориста возле Газни, в результате удара погибли подозреваемый и девять детей, игравших поблизости.

## Варианты
- YA-10A — первые два прототипа.
- A-10A — одноместный самолёт воздушной поддержки наземных сил. Единственная модификация, выпускавшаяся серийно.
- OA-10A («О» — означает Observation) — одноместный самолёт воздушного контроля. По конструкции и бортовому оборудованию отличается от A-10A подвесными модулями с дополнительной электроникой и средствами радиоэлектронного противодействия, предназначен исключительно для взаимодействия с сухопутными войсками и применяется в боевых целях только в исключительных случаях.
- Night/Adverse Weather A-10 (YA-10B) — двухместный прототип для ночной и всепогодной работы. Построена одна машина. Серийно не производился.
- A-10C — обновлённая модель A-10. Оснащён современным цифровым оборудованием, способен нести высокоточное оружие с лазерной системой наведения. Первые A-10C поступили на вооружение в 2006 году, к 2011 году планируется переоборудовать в эту модификацию все A-10, остающиеся на вооружении; стоимость программы оценивается в 420 млн долларов[32].
- A-10PCAS — версия беспилотного варианта штурмовика. Разработана компаниями Raytheon и Aurora Flight Sciences для одного из проектов DARPA.

## Происшествия
- 10 мая 2010 года — A-10 «Тандерболт» II (сер. номер 79-0141 75-й эскадрильи, 23-го авиакрыла ВВС США) — Джорджия: самолёт разбился в 16:58 при взлёте с авиабазы Муддис. Пилот катапультировался.
- 1 апреля 2011 года в нескольких сотнях метров от западногерманской коммуны Лауфельд потерпел крушение штурмовик ВВС США A-10 Thunderbolt. Пилот успел катапультироваться, погибших нет[33].
- 26 сентября 2011 года — A-10С «Тандерболт» II (26-е истребительное авиакрыло армии ВВС США) — Джорджия[34]: самолёт разбился в окрестностях города Кук Кантри при выполнении тренировочного полёта после взлёта с базы ВВС Муди (Джорджия). Пилот катапультировался и был госпитализирован в госпиталь Адель.

## Тактико-технические характеристики
Приведённые ниже характеристики соответствуют модификации A-10A.
Источник данных: Jane's, 1975. БЖ по Flight International, 1976, v. 109, № 3497

Технические характеристики
- Экипаж: 1 пилот
- Длина: 16,26 м
- Размах крыла: 17,53 м
- Высота: 4,47 м
- Площадь крыла: 47,01 м²
- Профиль крыла: NACA 6716 — корень крыла, NACA 6713 — законцовка
- Удлинение крыла: 6,54
- База шасси: 5,40 м
- Колея шасси: 5,25 м
- Масса пустого: 9176 кг
- Масса снаряжённого: 10 515 кг
- Нормальная взлётная масса: 13 628 кг (с 6×227 кг бомбами)
- Максимальная взлётная масса: 21 148 кг
- Масса топлива во внутренних баках: 4830 кг
- Объём топливных баков: 6200 л
- Масса броневой защиты:
  - фонарь: 25 кг лобовое (бронестекло)
  - кабина пилота: 615 кг
  - топливная и масляная системы: 490 кг
- Защита патронного ящика с боеприпасами: 127 кг
- Общая масса средств обеспечения БЖ: 1310 кг (9,6 % нормальной взлётной массы)
- Силовая установка: 2 × ТРДД General Electric TF34-GE-100
- Тяга: 2 × 40,32 кН (4112 кгс)

Лётные характеристики
- Максимально допустимая скорость: 834 км/ч
- Максимальная скорость: 722 км/ч у земли
- Крейсерская скорость: 555 км/ч у земли
- Боевой радиус:  
  - непосредственная авиационная поддержка: 463 км
  - сопровождение: 484 км
  - воздушная разведка: 803 км
- Практическая дальность: 740 км (с максимальной боевой нагрузкой)
- Перегоночная дальность: 4647 км
- Практический потолок: 13 380 м
- Скороподъёмность: 30,5 м/с
- Нагрузка на крыло: 449,88 кг/м² (максимальная)
- Тяговооружённость: 0,6 (при нормальной взлётной массе)
- Длина разбега: 1152 м (с максимальной боевой нагрузкой)
- Длина пробега: 623 м

Вооружение
- Стрелково-пушечное: 1×30-мм семиствольная пушка GAU-8/A с 1350 патронами 30×173 мм
- Точки подвески: 11 узлов подвески вооружения (8 под крылом, 3 под фюзеляжем) может быть задействовано в вылете только 10
  - (под фюзеляжем вооружение может подвешиваться либо на центральный пилон, либо на пару боковых)
  - центральный подфюзеляжный с нагрузкой 2268 кг
  - 2 боковых подфюзеляжных и 2 внутренних крыльевых с нагрузкой 1587 кг каждый
  - 4 средних крыльевых с нагрузкой 1134 кг каждый
  - 2 внешних крыльевых с нагрузкой 453 кг каждый
- Боевая нагрузка: 7257 кг
- Управляемые ракеты:  
  - ракеты «воздух-воздух»: 2×AIM-9
  - ракеты «воздух-поверхность»: 6×AGM-65
- Неуправляемые ракеты:  
  - 4×блока LAU-61/LAU-68 (с 19×/7×70 мм ракетами Hydra 70)
  - 6×блоков LAU-10 (с 4×127 мм ракетами Zuni)
- Бомбы:  
  - свободнопадающие:
    - фугасные: 24×227 кг Mk 82 или 6×908 кг Mk 84
    - зажигательные: 8×340 кг BLU-1 или 340 кг BLU-27/B или MK-77 с напалмом
    - кассетные: 20×Mk-20 Rockeye II, 20×350 кг CBU-52, 20×370 кг CBU-71, 10×CBU-38 или 16×CBU-70

  - управляемые: 4×GBU-8 или GBU-10  или 6×GBU-12

## На вооружении

#### США
- ВВС США — 197 A-10C по состоянию на 30 сентября 2022[35]
  - Боевое авиационное командование — 116 ед.[36]
    - 23-е крыло[англ.] (авиабаза Муди[англ.], Валдоста, Джорджия)
      - 23-я истребительная группа[англ.]
        - 74-я истребительная эскадрилья[англ.]
        - 75-я истребительная эскадрилья[англ.]

    - 53-е крыло[англ.]
      - 53-я испытательно-оценочная группа[англ.] (авиабаза Неллис, Лас-Вегас, Невада)
        - 59-я испытательно-оценочная эскадрилья[англ.]

    - 57-е крыло[англ.] (авиабаза Неллис, Лас-Вегас, Невада)
      - Оружейная школа ВВС США[англ.]
        - 66-я оружейная эскадрилья[англ.]

    - 332-е воздушное экспедиционное крыло[англ.] (Юго-Западная Азия)
      - 332-я экспедиционная оперативная группа[англ.]
        - 107-я истребительная эскадрилья[англ.]

    - 355-е истребительное крыло[англ.] (авиабаза Девис-Монтен, Тусон, Аризона)
      - 355-я оперативная группа[англ.]
        - 354-я истребительная эскадрилья[англ.]
        - 357-я истребительная эскадрилья[англ.]

      - Демонстрационная команда A-10

  - Командование материально-технического обеспечения военно-воздушных сил[англ.] — 2 ед.[36]
    - 96-е испытательное крыло[англ.] (авиабаза Эглин[англ.], Валпарайсо[англ.], Флорида)
      - 96-я оперативная группа
        - 40-я лётно-испытательная эскадрилья[англ.]

  - Командование резерва военно-воздушных сил — 55 ед.[36]
    - 442-е истребительное крыло[англ.] (авиабаза Уайтмен, Ноб-Ностер[англ.], Миссури)
      - 442-я оперативная группа[англ.]
        - 303-я истребительная эскадрилья[англ.]

      - 476-я истребительная группа[англ.] (авиабаза Муди[англ.], Валдоста, Джорджия)
        - 76-я истребительная эскадрилья[англ.]

    - 944-е истребительное крыло[англ.]
      - 924-я истребительная группа[англ.] (Девис-Монтен, Тусон, Аризона)
        - 47-я истребительная эскадрилья[англ.]

  - Тихоокеанские военно-воздушные силы — 24 ед.[36]
    - 51-е истребительное крыло[англ.] (авиабаза Осан[англ.], Осан, Республика Корея)
      - 51-я оперативная группа[англ.]
        - 25-я истребительная эскадрилья[англ.]
- Воздушная национальная гвардия — 84 A-10C по состоянию на 30 сентября 2022[35]
  - Воздушная национальная гвардия Айдахо[англ.]
    - 124-е истребительное крыло[англ.] (Гауэн Филд, Бойсе, Айдахо)
      - 124-я оперативная группа
        - 190-я истребительная эскадрилья[англ.]

  - Воздушная национальная гвардия Мичигана[англ.]
    - 127-е крыло[англ.] (авиабаза нацгвардии Селфридж[англ.], Маунт-Клеменс[англ.], Мичиган)
      - 127-я оперативная группа[англ.]
        - 107-я истребительная эскадрилья[англ.]

  - Воздушная национальная гвардия Мэриленда[англ.]
    - 175-е крыло[англ.] (авиабаза нацгвардии Уорфилд[англ.], Балтимор, Мэриленд)
      - 175-я оперативная группа
        - 104-я истребительная эскадрилья[англ.]